# Gare de Fleurieux-sur-l’Arbresle
Gare de Fleurieux-sur-l'Arbresle vasútállomás Franciaországban, Fleurieux-sur-l'Arbresle településen.

## Vasútvonalak
Az állomást az alábbi vasútvonalak érintik:
- Lyon-Saint-Paul-Montbrison-vasútvonal

## Kapcsolódó állomások
A vasútállomáshoz az alábbi állomások vannak a legközelebb:
- Gare de Lentilly (Gare de Lyon-Saint-Paul)
- Gare de l'Arbresle (Gare de Sain-Bel)